# Metropolia Kingston na Jamajce
Metropolia Kingston na Jamajce – metropolia obrządku łacińskiego w Kościele katolickim na Karaibach i w Ameryce Środkowej.

## Dane ogólne[1]
- Powierzchnia: 33 685 km²
- Ludność: 3 079 874
  - Katolicy: 305 049
  - Udział procentowy: 9,9%
- Księża:
  - diecezjalni: 78
  - zakonni: 47
- Zakonnicy: 203
- Siostry zakonne: 214

## Geografia
Metropolia Kingston na Jamajce obejmuje swoim zasięgiem obszar środkowych Karaibów, w tym: Jamajkę, Kajmany oraz państwo w Ameryce Środkowej - Belize.

## Historia
Metropolia Kingston na Jamajce została utworzona 14 września 1967 przez papieża Pawła VI po przekształceniu dotychczasowej diecezji Kingston na Jamajce w archidiecezję, którą równocześnie podniesiono do rangi metropolii, przydzielając jej jako sufraganię nowo utworzoną diecezję Montego Bay, w 1983 przydzielono do niej diecezję Belize City-Belmopan, w 1997 przydzielono do niej diecezję Mandeville, w 2000 misję sui iuris Kajmanów. 

## Podział administracyjny
1. Archidiecezja Kingston na Jamajce
2. Diecezja Belize City-Belmopan
3. Diecezja Mandeville
4. Diecezja Montego Bay
5. Misja "sui iuris" Kajmanów